# Luigi Coppola
Luigi Coppola (Napoli, 18 luglio 1957) è un fumettista italiano.

## Biografia
La famiglia si trasferì a Salerno dove frequentò l'Istituto Statale d'arte. Esordì come disegnatore di fumetti nel 1984 realizzando una storia breve pubblicata su una fanzine, Trumoon; collabora poi con lo studio di Dino Leonetti per il quale realizza alcune storie a fumetti. Dalla fine degli anni ottanta inizia a collaborare con vari editori di fumetti come la ACME e la Ediperiodici realizzando storie e copertine per le riviste horror Splatter, Mostri e Bloob; all'inizio degli anni novanta inizia a collaborare stabilmente con la Sergio Bonelli Editore per la quale realizza storie della serie di Martin Mystère.